# 비르지니 드디외

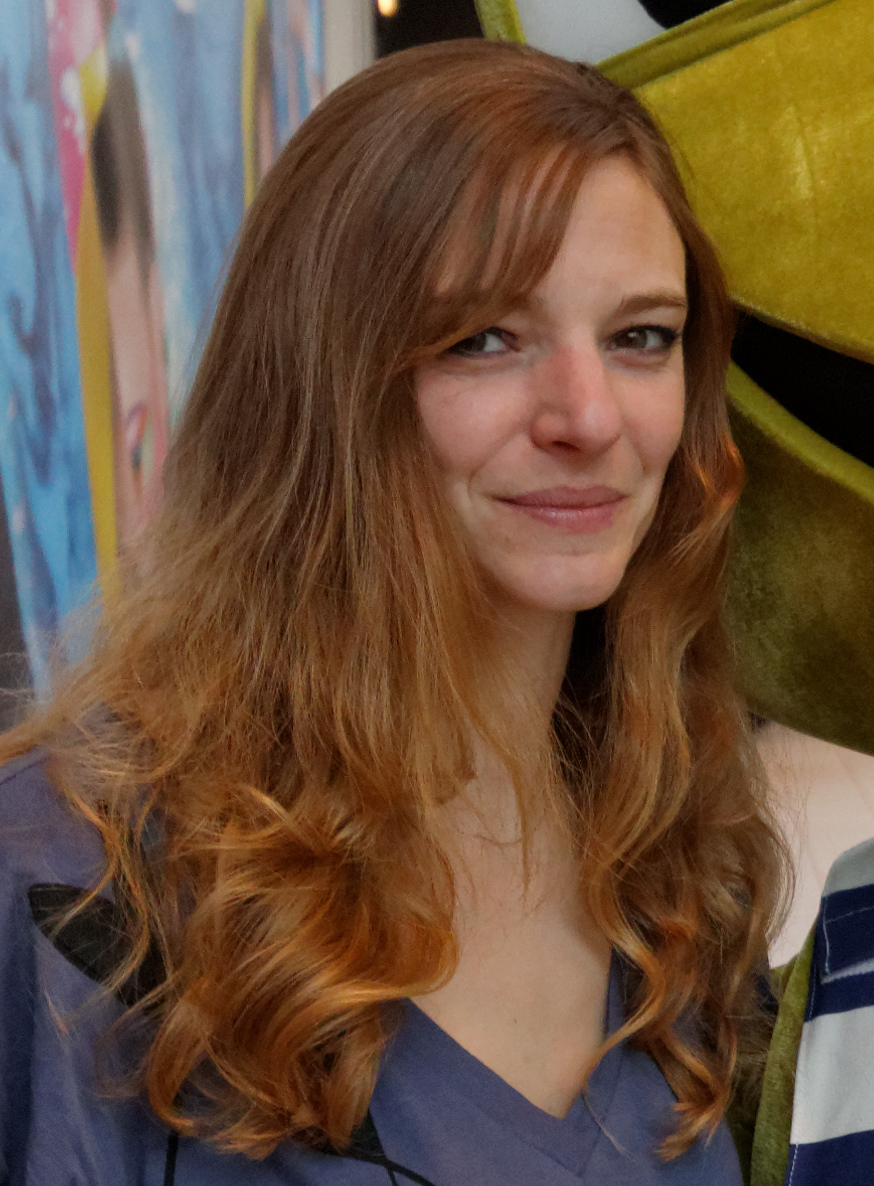

비르지니 드디외(Virginie Dedieu, 1979년 2월 25일 ~ )는 프랑스의 전 아티스틱스위밍 선수이자 올림픽 메달리스트이다.
비르지니는 미리암 리뇨와 함께 2000년 하계 올림픽 여자 듀엣에서 동메달을 획득했다. 또한 유럽 및 세계 수영 선수권 대회에서도 성공하여 여러 개의 메달을 획득했다.
드니외는 2006년 1월 1일 레지옹 도뇌르 훈장을 수상했다.